# قائمة الملاعب الرياضية في السعودية
هذِهِ قائمة الملاعب الرياضية في المملكة العربية السعودية.

## الرِّيّاض
| #. | المَلعب                   | صُورة          | تاريخ الافتِتَاح | الطَّاقَة الاستيعابِية | مُلاحظات |
| -- | ------------------------ | ------------- | -------------- | ------------------ | --- |
| 1  | استاد الملك فهد الدولي   |               | افتتح عام 1987 | 75,000 مُتفرِّج       | المَلعَب مُمتلك من قِبَل الاتحاد السعودي لكرة القدم. سُمِّيَ باسم الملك فهد بن عبد العزيز آل سعود، يستَضِفُ مُباريات المُنتخب الوطني، وثلاث أندية (الشباب، الهِلال، النصر). من أهم البُطولات التي استضافها كأس القارات (1992، 1995، 1997).            |
| 2  | استاد الأمير فيصل بن فهد | لا تَتوفَّر صُورة | افتتح عام 1971 | 30,000 مُتفرِّج       | يستضيف الاستاد مُباريات أربع أندية (الشباب والنصر والهلال والرياض)، وتقام فيه معسكرات المنتخبات وتدريبات الحكام أيضا. سُمِّيَ باسم الأمير فيصل بن فهد بن عبد العزيز آل سعود، من أهم البُطولات التي استضافها كأس الخليج العربي (1972، 2014). |

## جَدَّة
| #. | المَلعب                        | صُورة | تاريخ الافتِتَاح | الطَّاقَة الاستيعابِية | مُلاحظات |
| -- | ----------------------------- | ---- | -------------- | ------------------ | ------- |
| 1  | مدينة الملك عبد الله الرياضية |      | افتتح عام 2014 | 62,345 مُتفرِّج       |         |
| 2  | ملعب الأمير عبد الله الفيصل   |      | افتتح عام 1970 | 25,000 مُتفرِّج       |         |
| 3  | استاد الأمير سلطان بن فهد     |      | افتتح عام 1987 | 15,000 مُتفرِّج       |         |

## مَلاعِب أُخرى
| #. | المَلعب                          | صُورة         | تاريخ الافتِتَاح       | الطَّاقَة الاستيعابِية | مُلاحظات |
| -- | ------------------------------- | ------------ | -------------------- | ------------------ | ------- |
| 1  | استاد قسم التربية (عنيزة)       |              | افتتح في 1 مارس 1987 | بسعة 10000         |         |
| 2  | استاد الملك عبد العزيز في مكة   |              | افتتح عام 1986       | بطاقة 17000        |         |
| 3  | استاد الملك فهد ، الطائف        | لا تُوجد صُورة | افتتح؟               | سعة 20,000         |         |
| 4  | ملعب الأمير عبد العزيز بن مساعد |              |                      | سعة 20.000         |         |
| 5  | ملعب الأمير محمد بن فهد         |              |                      | سعة 35000          |         |
| 6  | ملعب الأمير محمد بن عبد العزيز  | لا تُوجد صُورة |                      | سعة 20 ألف         |         |
| 7  | استاد الأمير سعود بن جلوي       | لا تُجد صُورة  | افتتح عام 1982       | بطاقة 20,000       |         |
| 8  | ملعب الأمير سلطان بن عبد العزيز | لا تُوجد صُورة |                      | سعة 20.000         |         |

## مَرَاجِع
1. ↑  King Fahd International Stadium – World of Stadiums نسخة محفوظة 01 أغسطس 2017 على موقع واي باك مشين.
2. ↑  "King Fahd International Stadium". StadiumDB. مؤرشف من الأصل في 2019-07-14. اطلع عليه بتاريخ 2014-10-02.